# Eremothamnus
Eremothamnus je monotipski biljni rod iz porodice glavočika smješten u tribus Eremothamneae. Jedini predstavnik je E. marlothianus, endemski pustinjski grm u obalnom području Namibije.
Cvjetovi su žuti.